# Paktika
Paktika è una provincia dell'Afghanistan di 377 100 abitanti, che ha come capoluogo Sharan.

## Suddivisioni amministrative
La provincia è suddivisa in 19 distretti:

Distretti di Paktika.

- Barmal
- Dila
- Gayan
- Gomal
- Jani Khel
- Mata Khan
- Nika
- Omna
- Sar Hawza
- Sarobi
- Sharan
- Terwa
- Urgun
- Waza Khwa
- Wor Mamay
- Yahya Khel
- Yosuf Khel
- Zarghun Shahr
- Ziruk